# Esmeraldas (cidade)
Esmeraldas é uma cidade portuária do Equador, capital da província de Esmeraldas e do cantão de Esmeraldas. Está localizada no estuário do rio Esmeraldas, Oceano Pacífico. A cidade possui um porto internacional e um pequeno aeroporto. De acordo com o censo realizado em 2001, a cidade possuía 95.124 habitantes.
- latitude: 0° 58' 60 Norte
- longitude: 79° 42' 0 Oeste
- altitude: 0  metro